# Zečevo (Hvar)
Zečevo je otočić u Jadranskom moru, u Hvarskom kanalu, kod Vrboske.
Otok Zečevo smješten je 2 km sjevero-istočno od mjesta Vrboske na otoku Hvaru, te spada u srednje dalmatinsku skupinu otoka (Rubić, 1952). Smjer pružanja otoka je istok-zapad, tzv. "hvarski smjer". Klima je tipična sredozemna, pa je vegetacijski gledano otok smješten unutar mediteranskog klimata. 
Otok Hvar ima u prosjeku 2722 sunčanih sati godišnje (Mihovilović i sur. 1995). Prema podacima za otok Hvar srednja godišnja temperatura mjerena u razdoblju od 60 godina iznosi 16,2° C, a ukupna godišnja količina oborina iznosi 772 mm (Mihovilović i sur. 1995.). Dužina obale otoka Zečeva je 1539 m te zauzima površinu od 113 288 m2. Otok Zečevo uživa status zaštićenog krajolika od 1972. godine. Njegov status zaštićenog krajolika dodatno je reguliran Odlukom o mjerama zaštite zaštićenog krajolika Zečevo iz 2002 godine. Zečevo je nenaseljeno, što isključuje veći antropogeni utjecaj na sastav flore i dinamiku vegetacije ovog otoka. Osim šarolikog flornog sastava, otok krasi i bogata raznolikost životinjskim vrstama s visokom populacijom zečeva u prvom redu, po čemu je otok i dobio ime. 
Od otoka Hvara je udaljen oko 1 km. S druge strane Hvarskog kanala se nalazi Bol na Braču.
Otok je popularno izletišta stanovnika Vrboske.

## Vanjske poveznice
- glosk.com: Satelitska snimka otočića  Arhivirana inačica izvorne stranice od 30. rujna 2007. (Wayback Machine)